# Buenas noches mi sol
Buenas noches mi sol es el decimotercero álbum de estudio de la cantante cristiana Jaci Velásquez, el cuarto álbum completamente en español, y el primero disco en tener como temática central las canciones de cuna. El disco fue lanzado a finales del mes de agosto del año 2012 en las tiendas Walmart USA, y a principios de septiembre del mismo año en tiendas digitales como iTunes Store. El disco cuenta con catorce temas, de los cuales cinco son nuevas versiones de temas de sus producciones anteriores, estas son en español y con un ritmo aún más melodiosamente suave. 

## Lista de canciones
1. Estrellita
2. Tres Avecitas
3. Canción De Cuna
4. La Manita
5. Tu
6. Arrurrú
7. La Nanita Nana
8. Dios Te Ama
9. Sonríe
10. Hola Mi Sol
11. Un Lugar Celestial
12. Tu Eres Mi Dicha
13. Descansaré En Ti
14. Duérmete Mi Niño